# Сампо (фильм)
«Сампо» — фильм совместного советско-финского производства режиссёра Александра Птушко. Фильм-сказка по мотивам карело-финского эпоса «Калевала». Первый фильм совместного производства кинематографа СССР и кинематографа «капиталистических стран» после Второй мировой войны. Снят на русском и финском языках. В американском прокате фильм был значительно перемонтирован и выпущен под названием «The Day the Earth Froze» («День, когда Земля замёрзла» — не путать с фантастической кинодрамой 2008 года «День, когда Земля остановилась», ремейком одноименного триллера 1951-го), причём с измененными именами актеров — исполнителей центральных ролей (Нина Андерсон и Джон Пауэрс вместо Эве Киви и Андриса Ошиня).

## Сюжет
Анники, сестру вековечного кователя Ильмаринена, похищает злая чародейка Лоухи, хозяйка сумрачной страны вечного холода Похъёлы. Жених и возлюбленный девушки Лемминкяйнен вместе с кузнецом Ильмариненом отправляется за ней в далекую Похъёлу. Чтобы вернуть Анники, они должны выполнить несколько условий хитрой Лоухи. Одно из условий — выковать чудесную мельницу Сампо.

## В ролях
- Урхо Сомерсалми — Вяйнямёйнен
- Анна Орочко — Старуха Лоухи
- Иван Воронов — кузнец Ильмаринен
- Андрис Ошинь — Лемминкяйнен
- Ада Войцик — мать Лемминкяйнена
- Эве Киви — Анники
- Георгий Милляр — чародей
- Виктор Уральский — чародей
- Михаил Трояновский — прорицатель
- Валентин Брылеев — подручный Лоухи
- Леннарт Лаурмаа — эпизод
- Александр Мачерет — эпизод
- Тойво Ромппайнен — эпизод (в титрах Т. Ромпайнен)
- Дарья Карпова — нет в титрах

## Съёмочная группа
- Режиссёр: Александр Птушко
- Сценаристы: Вяйно Кауконен, Виктор Виткович, Григорий Ягдфельд
- Операторы: Геннадий Цекавый, Виктор Якушев
- Композитор: Игорь Морозов
- Художник: Лев Мильчин
- Художник по костюмам  Ритва Карпио (Ritva Karpio, 1922—2011)
- Художник по декорациям: Александр Макаров

## Съёмки

Титры фильма

Фильм снимался сразу на двух языках (русском и финском) — «на две камеры». Каждая сцена снималась сначала на одном языке, потом на другом. При съёмке сцен на финском языке все советские актёры говорили по-фински, и наоборот. Каждая языковая версия (финская и русская) снималась в двух форматах — широкоэкранном и полноэкранном.
В марте 2014 года состоялся повторный, ограниченный прокат полностью восстановленной и отреставрированной финской широкоэкранной версии.
В мае 2014 года финская широкоэкранная версия фильма была впервые выпущена на DVD.

## Отличия от эпоса
- В фильме, в отличие от "Калевалы", Лоухи погибает. Она вмерзает в лёд, после чего её разрубает надвое Лемминкайнен.